# Cyrtopogon auratus
Cyrtopogon auratus är en tvåvingeart som beskrevs av Cole 1919. Cyrtopogon auratus ingår i släktet Cyrtopogon och familjen rovflugor. Inga underarter finns listade i Catalogue of Life.